# العلاقات الزامبية الكورية الجنوبية
العلاقات الزامبية الكورية الجنوبية هي العلاقات الثنائية التي تجمع بين زامبيا وكوريا الجنوبية.

## مقارنة بين البلدين
هذه مقارنة عامة ومرجعية للدولتين:
| وجه المقارنة                                              | زامبيا                         | كوريا الجنوبية                                                          |
| --------------------------------------------------------- | ------------------------------ | ----------------------------------------------------------------------- |
| المساحة (كم2)                                             | 752.62 ألف                     | 100.30 ألف                                                              |
| عدد السكان (نسمة)                                         | 17.09 مليون                    | 51.47 مليون                                                             |
| الكثافة السكانية (ن./كم²)                                 | 22.71                          | 513.16                                                                  |
| العاصمة                                                   | لوساكا                         | سول                                                                     |
| اللغة الرسمية                                             | لغة إنجليزية                   | اللغة الكورية                                                           |
| العملة                                                    | كواشا زامبي، كواشا زامبي قديم ‏ | وون كوري جنوبي                                                          |
| الناتج المحلي الإجمالي (بليون دولار)                      | 25.81 مليار                    | 1.53 تريليون                                                            |
| الناتج المحلي الإجمالي (تعادل القوة الشرائية) بليون دولار | 62.18 مليار                    | 1.75 تريليون                                                            |
| الناتج المحلي الإجمالي الاسمي للفرد دولار أمريكي          | 1.30 ألف                       | 27.22 ألف                                                               |
| الناتج المحلي الإجمالي للفرد دولار أمريكي                 | 3.90 ألف                       |                                                                         |
| مؤشر التنمية البشرية                                      | 0.586                          | 0.901                                                                   |
| رمز المكالمات الدولي                                      | +260                           | +82                                                                     |
| رمز الإنترنت                                              | .zm                            | .kr                                                                     |
| المنطقة الزمنية                                           | ت ع م+02:00                    | توقيت كوريا الجنوبية، ت ع م+09:00، آسيا/سيول ‏، ت ع م+08:00، ت ع م+08:30 |

## منظمات دولية مشتركة
يشترك البلدان في عضوية مجموعة من المنظمات الدولية، منها:
| علم المنظمة | اسم المنظمة                                                | تاريخ انضمام زامبيا | تاريخ انضمام كوريا الجنوبية |
| ----------- | ---------------------------------------------------------- | ------------------- | --------------------------- |
|             | مؤسسة التمويل الدولية                                      | 23 سبتمبر 1965      | 16 مارس 1964                |
|             | منظمة حظر الأسلحة الكيميائية                               | ?                   | ?                           |
|             | يونسكو                                                     | 9 نوفمبر 1964       | 14 يونيو 1950               |
|             | البنك الإفريقي للتنمية                                     | ?                   | ?                           |
|             | الأمم المتحدة                                              | 1 ديسمبر 1964       | 17 سبتمبر 1991              |
|             | منظمة الشرطة الجنائية الدولية                              | ?                   | ?                           |
|             | البنك الدولي للإنشاء والتعمير                              | 23 سبتمبر 1965      | 26 أغسطس 1955               |
|             | العملية المشتركة للاتحاد الأفريقي والأمم المتحدة في دارفور | ?                   | ?                           |
|             | الاتحاد البريدي العالمي                                    | ?                   | ?                           |
|             | مؤسسة التنمية الدولية                                      | 23 سبتمبر 1965      | 18 مايو 1961                |
|             | منظمة التجارة العالمية                                     | ?                   | ?                           |
|             | المركز الدولي لتسوية المنازعات الاستشارية                  | 17 يوليو 1970       | 23 مارس 1967                |
|             | وكالة ضمان الاستثمار متعدد الأطراف                         | 6 يونيو 1988        | 12 أبريل 1988               |

## وصلات خارجية
- موقع وزارة الخارجية الكورية الجنوبية